# 4075 Свиридов
4075 Свиридов (4075 Sviridov) — астероїд головного поясу, відкритий 14 жовтня 1982 року.
Тіссеранів параметр щодо Юпітера — 3,229.